# Besnyő
Besnyő är en ort (by) i provinsen Fejér i centrala Ungern. Orten har 1 745 invånare (2024), på en yta av 44,64 km². Den ligger cirka 39 kilometer sydväst om centrala Budapest.